# Statistisk årsbok
Statistisk årsbok för Sverige var en årlig publikation från Statistiska centralbyrån. Publikationen utkom i januari varje år fram till 2014. Den första utgåvan av Statistisk årsbok utkom år 1914. Statistisk årsbok gav en detaljerad bild av det svenska samhället i form av texter, tabeller, diagram och kartor. 
Liknande statistiska årsböcker produceras av statliga och kommunala organ för statistik i Sverige och andra länder. I många fall har produktionen som tryckt bok under 1990-talet börjat ersättas eller kompletteras med gratis elektroniska utgåvor i PDF-format.